# IK Sirius BK
IK Sirius BK är den svenska idrottsföreningen IK Sirius bandysektion. IK Sirius, från Uppsala, spelar sedan säsongen 2005/2006 åter i Sveriges högsta division.

## Historik
I föreningens ungdom stod IK Sirius i skuggan av dåtidens bandysuveräner IFK Uppsala (12 SM-guld). IK Sirius hade sin storhetsperiod i bandy under 1960-talet (då 3 SM-guld vanns på 5 spelade finaler). En ny storhetsperiod syntes vara i vardande i början av 1990-talet, och bland annat värvades den från RSFSR bördige superstjärnan Sergej Lomanov. Den stora framgången uteblev emellertid, varpå grandiosa ekonomiska problem följde. Perioden från slutet av 1990-talet fram till mitten av 00-talet kännetecknades av dessa ekonomiska problem samt ett ständigt skiftande av serietillhörighet mellan Allsvenskan och Division I. Under ett par säsonger fick Sirius kämpa hårt om epitetet "bäst i Uppsala" med IF Vindhemspojkarna (en kamp som vid ett par tillfällen gick IK Sirius förlorad).
Mellan 2008 och 2011 hade föreningen ett uppsving med SM-slutspel och i semifinalen mot Edsbyn 2009 var det närmare 10 000 åskådare som följde jakten på en SM-final. Sirius spelar sina hemmamatcher på Studenternas IP. I oktober 2010 påbörjades bygget av en bandyhall (Relitahallen), endast avsedd för träning, som stod klar till säsongen 2011/12.

## Meritlista

### Svenska mästerskap
- Guld: 1921, 1922, 1961, 1966, 1968
- Silver: 1918, 1926, 1928, 1960, 1962

### Svenska Cupen
- Brons: 2024

### World Cup
- Guld: 1992

### Målkung genom tiderna
- Lars Hydling, 410 mål[1]

## Ledare
- Jesper Larsson, huvudtränare
- Andreas Eskhult, assisterande tränare
- Fredrik Lindkvist, målvaktstränare

## Spelartrupp
Spelartruppen aktuell per den 16 augusti 2023.
| Nr | Land    | Pos       | Namn                 |
| -- | ------- | --------- | -------------------- |
| 13 | Sverige | MV        | Anton Andersson      |
| 80 | Sverige | MV        | Axel Göthlin         |
| 2  | Sverige | F         | Stefan Kröller       |
| 12 | Sverige | F         | Oscar Qvist          |
| 15 | Sverige | F         | Jerker Ortman        |
| 40 | Sverige | F         | Sune Gustafsson      |
| 25 | Sverige | MF        | Viktor Nyström       |
| 61 | Sverige | YH        | Ted Haraldsson Rahm  |
| 88 | Sverige | YH        | Samuel Heeger        |
| 6  | Sverige | MF        | David Thorén         |
| 8  | Sverige | MF        | Emil Eskhult         |
| 66 | Sverige | MF        | Alexander Karlgren   |
| 17 | Sverige | MF        | Nils Bergström       |
| 39 | Sverige | Anfallare | Arvid Tapper         |
| 10 | Sverige | A         | Ted Bergström Heramb |
| 11 | Sverige | A         | Albin Thomsen        |
|    |         |           |                      |
| 70 | Sverige | A         | Colin Dahlberg       |
| 97 | Sverige | A         | Alexander Härndahl   |